# تئاتر ساموئل جی. فریدمن
تئاتر ساموئل جی. فریدمن (انگلیسی: Samuel J. Friedman Theatre) یک سالن نمایش در نیویورک، ایالات متحده آمریکا است.
این سالن که در سال ۱۹۲۵ تأسیس شده در منطقه تئاتر برادوی قرار دارد و دارای ۶۵۰ نفر ظرفیت می‌باشد.

## نگارخانه

۱۹۳۵